# ヤニス・タフェール
ヤニス・タフェール（Yannis TAFER, 1991年2月11日 - ）は、フランス・イゼール県グルノーブル出身のサッカー選手。ポジションはFW。アルジェリアにルーツを持つ。

## 経歴
2006年にオリンピック・リヨンの下部組織に入団する。2008年、リヨンとプロ契約を結ぶ。2010/11シーズン買取オプション付きのローンでトゥールーズFCに移籍した。

## 代表歴
2008年のUEFA U-17欧州選手権に出場し準優勝、自らは得点王に輝く。2010年自国開催のUEFA U-19欧州選手権では優勝した。

## タイトル
代表
- UEFA U-19欧州選手権 2010

個人
- UEFA U-17欧州選手権2008得点王